# Galeus cadenati
Galeus cadenati är en hajart som beskrevs av Springer 1966. Galeus cadenati ingår i släktet Galeus och familjen rödhajar. IUCN kategoriserar arten globalt som otillräckligt studerad. Inga underarter finns listade i Catalogue of Life.